# الشقندي
إسماعيل بن محمد الشقندي (أبو الوليد) من أدباء الأندلس، توفي بإشبيلية سنة 629 هـ، 1232 م.

## حياته
شقندة المنسوب إليها هي قرية (Secunda) كانت بعدوة نهر قرطبة قبالة قصرها، حيث ولد بها، عاش بالأندلس، وولي قضاء بعض المدن فيها. كان جامعا لفنون من العلوم الحديثة والقديمة، عني بمجلس المنصور فكانت له فيه مشاهد غير ذميمة وولي قضاء بياسة وقضاء لورقة.

## مؤلفاته
له رسالة في (فضل الأندلس) وصف بها أشهر مدنها، نشرت مترجمة إلى الأسبانية، منها مخطوطة في الأحمدية، بتونس (المجموع 4551) في 19 ورقة و (مناقل الدرر، ومنابت الزهر - خ) في شستربتي (4254) و (المعجم) في التراجم، نقل عنه صاحب الغصون اليانعة كثيرا حتى في (هامش 3) (1) شذرات الذهب 4: 105 والتبيان - خ - وطوبقبو 3: 123 والكشاف لطلس 226. «الأعلام للزركلي». ومن تصانيفه أيضًا (طرف الظرفاء).